# Applied Engineering in Agriculture
Applied Engineering in Agriculture is een internationaal, aan collegiale toetsing onderworpen wetenschappelijk tijdschrift op het gebied van de agrarische techniek.
De naam wordt in literatuurverwijzingen meestal afgekort tot Appl. Eng. Agr.
Het wordt uitgegeven door de American Society of Agricultural Engineers en verschijnt tweemaandelijks.